# Prokupac
Prokupac är en röd vindruvsort som odlas i olika delar av Serbien, men även i Makedonien. De största odlingarna finns strax söder om Belgrad. Druvsorten är känd för sin höga sockerhalt, och används i Serbien ofta för att framställa ett mörkt rosévin.